# Saison 10 de RuPaul's Drag Race
La dixième saison de RuPaul's Drag Race est diffusée pour la première fois du 22 mars 2018 au 28 juin 2018 sur VH1 aux États-Unis, puis sur WOW Presents Plus à l'international,.
Le 13 avril 2017, l'émission est renouvelée pour sa dixième saison. Le casting est composé de quatorze candidates et est dévoilé le 22 février 2018 lors d'un live Facebook présenté par Sasha Velour, gagnante de la saison précédente, et sur les réseaux sociaux.
La gagnante de la saison reçoit un an d'approvisionnement de maquillage chez Anastasia Beverly Hills et 100 000 dollars.
La gagnante de la saison est Aquaria, avec Eureka et Kameron Michaels comme secondes.

## Candidates
(Les noms et âges donnés sont ceux annoncés au moment de la compétition.)
| Candidate                    | Âge | Résidence                    | Classement |
| ---------------------------- | --- | ---------------------------- | ---------- |
| Aquaria                      | 21  | New York, État de New York   | Gagnante   |
| Eureka,                      | 27  | Johnson City, Tennessee      | Secondes   |
| Kameron Michaels             | 31  | Nashville, Tennessee         | Secondes   |
| Asia O'Hara                  | 35  | Dallas, Texas                | 4e place   |
| Miz Cracker                  | 33  | New York, État de New York   | 5e place   |
| Monét X Change               | 31  | New York, État de New York   | 6e place   |
| The Vixen                    | 26  | Chicago, Illinois            | 7e place   |
| Monique Heart                | 27  | Kansas City, Missouri        | 8e place   |
| Blair St. Clair              | 22  | Indianapolis, Indiana        | 9e place   |
| Mayhem Miller                | 35  | Riverside, Californie        | 10e place  |
| Dusty Ray Bottoms            | 29  | New York, État de New York   | 11e place  |
| Yuhua Hamasaki               | 27  | New York, État de New York   | 12e place  |
| Kalorie Karbdashian Williams | 27  | Albuquerque, Nouveau-Mexique | 13e place  |
| Vanessa Vanjie Mateo         | 25  | Tampa, Floride               | 14e place  |

## Progression des candidates
|                              | Épisode | Épisode | Épisode | Épisode | Épisode | Épisode | Épisode | Épisode | Épisode | Épisode | Épisode | Épisode | Épisode | Épisode        |
| 1                            | 2       | 3       | 4       | 5       | 6       | 7       | 8       | 9       | 10      | 11      | 12      | 13      | 14      |                |
| ---------------------------- | ------- | ------- | ------- | ------- | ------- | ------- | ------- | ------- | ------- | ------- | ------- | ------- | ------- | -------------- |
| Aquaria                      | SAFE    | SAFE    | SAFE    | WIN     | SAFE    | SAFE    | WIN     | LOW     | HIGH    | LOW     | WIN     | SAFE    | INVITÉE | GAGNANTE       |
| Eureka                       | SAFE    | BTM2    | HIGH    | SAFE    | WIN     | WIN     | HIGH    | SAFE    | BTM2    | HIGH    | HIGH    | SAFE    | INVITÉE | SECONDE        |
| Kameron Michaels             | SAFE    | HIGH    | LOW     | HIGH    | SAFE    | HIGH    | SAFE    | WIN     | BTM2    | BTM2    | BTM2    | SAFE    | INVITÉE | SECONDE        |
| Asia O'Hara                  | SAFE    | SAFE    | WIN     | LOW     | SAFE    | SAFE    | LOW     | BTM2    | WIN     | HIGH    | HIGH    | SAFE    | INVITÉE | ÉLIMINÉE       |
| Miz Cracker                  | HIGH    | HIGH    | SAFE    | HIGH    | HIGH    | LOW     | SAFE    | HIGH    | LOW     | WIN     | ELIM    |         | INVITÉE | INVITÉE        |
| Monét X Change               | SAFE    | HIGH    | SAFE    | BTM2    | BTM2    | HIGH    | HIGH    | HIGH    | HIGH    | ELIM    |         |         | INVITÉE | MISS SYMPATHIE |
| The Vixen                    | SAFE    | WIN     | SAFE    | SAFE    | LOW     | BTM2    | BTM2    | ELIM    |         |         |         |         | INVITÉE | INVITÉE        |
| Monique Heart                | SAFE    | LOW     | SAFE    | SAFE    | HIGH    | SAFE    | ELIM    |         |         |         |         |         | INVITÉE | INVITÉE        |
| Blair St. Clair              | HIGH    | HIGH    | HIGH    | SAFE    | SAFE    | ELIM    |         |         |         |         |         |         | INVITÉE | INVITÉE        |
| Mayhem Miller                | WIN     | HIGH    | BTM2    | SAFE    | ELIM    |         |         |         |         |         |         |         | INVITÉE | INVITÉE        |
| Dusty Ray Bottoms            | LOW     | SAFE    | SAFE    | ELIM    |         |         |         |         |         |         |         |         | INVITÉE | INVITÉE        |
| Yuhua Hamasaki               | HIGH    | SAFE    | ELIM    |         |         |         |         |         |         |         |         |         | INVITÉE | INVITÉE        |
| Kalorie Karbdashian Williams | BTM2    | ELIM    |         |         |         |         |         |         |         |         |         |         | INVITÉE | INVITÉE        |
| Vanessa Vanjie Mateo         | ELIM    |         |         |         |         |         |         |         |         |         |         |         | INVITÉE | INVITÉE        |

 La candidate a remporté la saison.
 La candidate a fini seconde.
 La candidate a été éliminée lors de la finale.
 La candidate a été élue Miss Congeniality.
 La candidate a gagné le défi.
 La candidate a reçu des critiques positives et a été déclarée sauve.
 La candidate a été déclarée sauve.
 La candidate a reçu des critiques négatives et a été déclarée sauve.
 La candidate a été en danger d'élimination.
 La candidate a été éliminée.

## Lip-syncs
| Épisode | Candidate                                               | vs.                                                     | Candidate                                               | Chanson                  | Artiste                               | Candidate éliminée           |
| ------- | ------------------------------------------------------- | ------------------------------------------------------- | ------------------------------------------------------- | ------------------------ | ------------------------------------- | ---------------------------- |
| 1       | Kalorie Karbdashian Williams                            | vs.                                                     | Vanessa Vanjie Mateo                                    | Ain't No Other Man       | Christina Aguilera                    | Vanessa Vanjie Mateo         |
| 2       | Eureka                                                  | vs.                                                     | Kalorie Karbdashian Williams                            | Best of My Love          | The Emotions                          | Kalorie Karbdashian Williams |
| 3       | Mayhem Miller                                           | vs.                                                     | Yuhua Hamasaki                                          | Celebrity Skin           | Hole                                  | Yuhua Hamasaki               |
| 4       | Monét X Change                                          | vs.                                                     | Dusty Ray Bottoms                                       | Pound the Alarm          | Nicki Minaj                           | Dusty Ray Bottoms            |
| 5       | Mayhem Miller                                           | vs.                                                     | Monét X Change                                          | Man! I Feel Like a Woman | Shania Twain                          | Mayhem Miller                |
| 6       | Blair St. Clair                                         | vs.                                                     | The Vixen                                               | I'm Coming Out           | Diana Ross                            | Blair St. Clair              |
| 7       | Monique Heart                                           | vs.                                                     | The Vixen                                               | Cut to the Feeling       | Carly Rae Jepsen                      | Monique Heart                |
| 8       | Asia O'Hara                                             | vs.                                                     | The Vixen                                               | Groove Is in the Heart   | Deee-Lite                             | The Vixen                    |
| 9       | Eureka                                                  | vs.                                                     | Kameron Michaels                                        | New Attitude             | Patti LaBelle                         | Aucune                       |
| 10      | Kameron Michaels                                        | vs.                                                     | Monét X Change                                          | Good as Hell             | Lizzo                                 | Monét X Change               |
| 11      | Kameron Michaels                                        | vs.                                                     | Miz Cracker                                             | Nasty Girl               | Vanity 6                              | Miz Cracker                  |
| 12      | Aquaria vs. Asia O'Hara vs. Eureka vs. Kameron Michaels | Aquaria vs. Asia O'Hara vs. Eureka vs. Kameron Michaels | Aquaria vs. Asia O'Hara vs. Eureka vs. Kameron Michaels | Call Me Mother           | RuPaul                                | Aucune                       |
| Épisode | Candidate                                               | vs.                                                     | Candidate                                               | Chanson                  | Artiste                               | Gagnante                     |
| 14      | Asia O'Hara                                             | vs.                                                     | Kameron Michaels                                        | Nasty                    | Janet Jackson                         | Kameron Michaels             |
| 14      | Aquaria                                                 | vs.                                                     | Eureka                                                  | If                       | Janet Jackson                         | Aquaria                      |
| 14      | Aquaria                                                 | vs.                                                     | Eureka                                                  | If                       | Janet Jackson                         | Eureka                       |
| 14      | Aquaria vs. Eureka vs. Kameron Michaels                 | Aquaria vs. Eureka vs. Kameron Michaels                 | Aquaria vs. Eureka vs. Kameron Michaels                 | Bang Bang                | Jessie J, Ariana Grande & Nicki Minaj | Aquaria                      |

 La candidate a été éliminée après sa première fois en danger d'élimination.
 La candidate a été éliminée après sa deuxième fois en danger d'élimination.
 La candidate a été éliminée après sa troisième fois en danger d'élimination.
 La candidate a remporté le lip-sync et s'est qualifiée pour le lip-sync final.
 La candidate a remporté le lip-sync et la saison.

## Juges invités
La liste des juges invités de la dixième saison de RuPaul's Drag Race est dévoilée le 8 mars 2018. Cités par ordre d'apparition :
- Christina Aguilera, chanteuse et actrice américaine ;
- Halsey, chanteuse américaine ;
- Padma Lakshmi, actrice et mannequin américaine ;
- Courtney Love, chanteuse américaine ;
- Nico Tortorella, acteur américain ;
- Logan Browning, actrice américaine ;
- Tisha Campbell-Martin, actrice américaine ;
- Carrie Preston, actrice américaine ;
- Shania Twain, chanteuse canadienne ;
- Emily V. Gordon, écrivaine américaine ;
- Kumail Nanjiani, acteur américano-pakistanais ;
- Audra McDonald, actrice et chanteuse américaine ;
- Kate Upton, mannequin américain ;
- Andrew Rannells, acteur et chanteur américain ;
- Billy Eichner, acteur et présentateur télévisé américain ;
- Abbi Jacobson, actrice américaine ;
- Ilana Glazer, actrice et humoriste américaine ;
- Miles Heizer, acteur américain ;
- Lizzo, chanteuse et rappeuse américaine ;
- Lena Dunham, actrice et réalisatrice américaine ;
- Ashanti, chanteuse et actrice américaine ;
- Todrick Hall, chanteur américain.

### Invités spéciaux
Certains invités apparaissent lors des épisodes, mais ne font pas partie du panel de jurés.
Épisode 1
- Adore Delano, drag queen américaine ;
- Bob the Drag Queen, drag queen américaine ;
- Chad Michaels, drag queen américaine ;
- Darienne Lake, drag queen américaine ;
- Delta Work, drag queen américaine ;
- Derrick Barry, drag queen américaine ;
- Detox, drag queen américaine ;
- Jaymes Mansfield, drag queen américaine ;
- Jessica Wild, drag queen portoricaine ;
- Jiggly Caliente, drag queen américano-philippine ;
- Jinkx Monsoon, drag queen américaine ;
- Jujubee, drag queen américaine ;
- Katya, drag queen américaine ;
- Kim Chi, drag queen américaine ;
- Laganja Estranja, drag queen américaine ;
- Manila Luzon, drag queen américano-philippine ;
- Mariah Balenciaga, drag queen américaine ;
- Morgan McMichaels, drag queen américano-écossaise ;
- Mrs. Kasha Davis, drag queen américaine ;
- Ongina, drag queen américano-philippine ;
- Pandora Boxx, drag queen américaine ;
- Peppermint, drag queen américaine ;
- Raven, drag queen américaine ;
- Tempest DuJour, drag queen américaine ;
- Trixie Mattel, drag queen américaine ;
- Victoria Parker, drag queen américaine ;
- Yara Sofia, drag queen portoricaine.

Épisode 2
- Andy Cohen, présentateur télévisé américain ;
- Alyssa Edwards, drag queen américaine.

Épisode 7
- Bianca Del Rio, drag queen américaine ;
- Alex Trebek, animateur canadien.

Episode 8
- Chad Michaels, drag queen américaine ;
- Todrick Hall, chanteur et chorégraphe américain.

Episode 9
- Stephen Colbert, animateur de télévision américain ;
- Randy Rainbow, humoriste américain.

Épisode 10
- Anthony Padilla, influenceur web américain ;
- Chester See, influenceur web américain ;
- Frankie Grande, influenceur web américain ;
- Kingsley, influenceur web américain ;
- Raymond Braun, influenceur web américain ;
- Tyler Oakley, influenceur web américain.

Épisode 11
- Cheyenne Jackson, acteur et chanteur américain.

Épisode 14
- Akashia, drag queen américaine ;
- BeBe Zahara Benet, drag queen camerouno-américaine ;
- Gus Kenworthy, skieur acrobatique américano-britannique ;
- Jade, drag queen américaine ;
- Judi Dench, actrice britannique ;
- Nina Flowers, drag queen américaine ;
- Ongina, drag queen américano-philippine ;
- Oprah Winfrey, animatrice télévisée américaine ;
- Rebecca Glasscock, drag queen américaine ;
- Sally Jessy Raphael, journaliste américaine ;
- Sasha Velour, drag queen américaine ;
- Shannel, drag queen américaine ;
- Valentina, drag queen américaine ;
- Victoria Parker, drag queen américaine.

## Épisodes
| Équipe    | Asia O'Hara | Asia O'Hara | Asia O'Hara       | Asia O'Hara | Asia O'Hara                  | Asia O'Hara   | Asia O'Hara    | The Vixen       | The Vixen        | The Vixen     | The Vixen   | The Vixen      | The Vixen |
| --------- | ----------- | ----------- | ----------------- | ----------- | ---------------------------- | ------------- | -------------- | --------------- | ---------------- | ------------- | ----------- | -------------- | --------- |
| Candidate | Aquaria     | Asia O'Hara | Dusty Ray Bottoms | Eureka      | Kalorie Karbdashian Williams | Monique Heart | Yuhua Hamasaki | Blair St. Clair | Kameron Michaels | Mayhem Miller | Miz Cracker | Monét X Change | The Vixen |

| Équipe    | End of Days     | End of Days | End of Days | End of Days | Madam ButtrFace | Madam ButtrFace | Madam ButtrFace | Madam ButtrFace | Fibstr            | Fibstr           | Fibstr        | Fibstr        |
| --------- | --------------- | ----------- | ----------- | ----------- | --------------- | --------------- | --------------- | --------------- | ----------------- | ---------------- | ------------- | ------------- |
| Candidate | Blair St. Clair | Eureka      | Miz Cracker | The Vixen   | Aquaria         | Asia O'Hara     | Monét X Change  | Yuhua Hamasaki  | Dusty Ray Bottoms | Kameron Michaels | Mayhem Miller | Monique Heart |

| Segment   | Je me suis mariée avec un cactus | Je me suis mariée avec un cactus | Ma drôle d'addiction me ruine la vie | Ma drôle d'addiction me ruine la vie | Sauvez-moi de ma peur des cornichons | Sauvez-moi de ma peur des cornichons | Pourquoi es-tu aussi obsédée par moi ? | Pourquoi es-tu aussi obsédée par moi ? | Regarde-moi, je suis un bébé sexy | Regarde-moi, je suis un bébé sexy |
| --------- | -------------------------------- | -------------------------------- | ------------------------------------ | ------------------------------------ | ------------------------------------ | ------------------------------------ | -------------------------------------- | -------------------------------------- | --------------------------------- | --------------------------------- |
| Candidate | Blair St. Clair                  | Monique Heart                    | Kameron Michaels                     | Monét X Change                       | Mayhem Miller                        | MIz Cracker                          | Asia O'Hara                            | The Vixen                              | Aquaria                           | Eureka                            |

| Thème     | Le corps | Le corps         | Le corps       | Le maquillage | Le maquillage | Le maquillage | Les perruques   | Les perruques | Les perruques |
| --------- | -------- | ---------------- | -------------- | ------------- | ------------- | ------------- | --------------- | ------------- | ------------- |
| Candidate | Eureka   | Kameron Michaels | Monét X Change | Aquaria       | Asia O'Hara   | Monique Heart | Blair St. Clair | Miz Cracker   | The Vixen     |

| Candidate  | Aquaria       | Asia O'Hara | Eureka        | Kameron Michaels | Miz Cracker    | Monét X Change | Monique Heart | The Vixen       |
| Personnage | Melania Trump | Beyoncé     | Honey Boo Boo | Chyna            | Dorothy Parker | Maya Angelou   | Maxine Waters | Blue Ivy Carter |

| Candidate                 | Kameron Michaels         | Monét X Change               | The Vixen          | Aquaria           | Asia O'Hara         | Eureka                         | Miz Cracker  |
| Période de la vie de Cher | 1965–1967 Sonny and Cher | 1973 The Sonny and Cher Show | 1975 The Cher Show | 1979 Take Me Home | 1987 Éclair de lune | 1989 If I Could Turn Back Time | 1998 Believe |

| Candidate finaliste     | Aquaria           | Asia O'Hara   | Eureka        | Kameron Michaels   |
| ----------------------- | ----------------- | ------------- | ------------- | ------------------ |
| Victoire(s)             | 3                 | 2             | 2             | 1                  |
| Épisode(s)              | Épisodes 4, 7, 11 | Épisodes 3, 9 | Épisodes 5, 6 | Épisode 8          |
| Risque(s) d'élimination | 0                 | 1             | 2             | 3                  |
| Épisode(s)              | —                 | Épisode 8     | Épisodes 2, 9 | Épisodes 9, 10, 11 |